# Abe Attell
Abraham Washington Attell, soprannominato The Little Hebrew (San Francisco, 22 febbraio 1884 – 7 febbraio 1970), è stato un pugile statunitense.
La International Boxing Hall of Fame lo ha riconosciuto fra i più grandi pugili di ogni tempo.

## Gli inizi
Professionista dal 1900.

## La carriera
Campione del mondo dei pesi piuma negli Anni '10.
Antagonista di Battling Nelson e Johnny Kilbane.
Noto anche per il suo coinvolgimento nello Scandalo dei Black Sox del 1919.